# Gare de Rixheim
La gare de Rixheim est une gare ferroviaire française des lignes de Strasbourg-Ville à Saint-Louis et de Lutterbach à Rixheim, située sur le territoire de la commune de  Rixheim, dans le département du Haut-Rhin, en région Grand Est.
Elle est mise en service en 1840 par la Compagnie du chemin de fer de Strasbourg à Bâle. C'est une halte voyageurs de la Société nationale des chemins de fer français (SNCF) du réseau TER Grand Est, desservie par des trains express régionaux.

## Situation ferroviaire
Établie à 239 mètres d'altitude, la gare d'embranchement de Rixheim est située au point kilométrique (PK) 113,676 de la ligne de Strasbourg-Ville à Saint-Louis, entre les gares de Mulhouse-Ville et de Habsheim et aboutissement de la ligne de Lutterbach à Rixheim.

## Histoire
La « station de Rixheim » est mise en service le 25 octobre 1840 par la Compagnie du chemin de fer de Strasbourg à Bâle, lorsqu'elle ouvre à l'exploitation la section de Mulhouse à Saint-Louis. Elle est établie sur le territoire du ban communal de Rixheim, qui compte 3 022 habitants. C'est une « petite station » qui n'était pas prévue sur le projet d'origine de la ligne, mais qui a été ajoutée sur les études définitives du fait des avis exprimés lors des enquêtes préalables au tracé final.

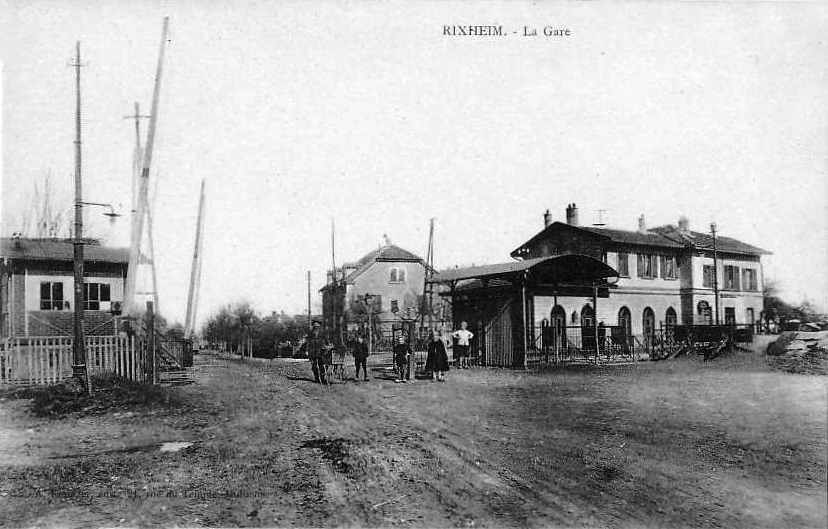
La gare vers 1900.

## Fréquentation
De 2015 à 2024, selon les estimations de la SNCF, la fréquentation annuelle de la gare s'élève aux nombres indiqués dans le tableau ci-dessous.
| Année                      | 2015    | 2016    | 2017    | 2018    | 2019    | 2020    | 2021    | 2022    | 2023    | 2024    |
| -------------------------- | ------- | ------- | ------- | ------- | ------- | ------- | ------- | ------- | ------- | ------- |
| Voyageurs                  | 203 282 | 201 798 | 196 831 | 188 163 | 201 126 | 126 305 | 138 354 | 172 531 | 196 073 | 197 542 |
| Voyageurs et non voyageurs | 254 103 | 252 248 | 246 039 | 235 204 | 251 408 | 157 881 | 172 943 | 215 664 | 245 091 | 246 927 |

## Service des voyageurs

### Accueil
Halte SNCF, c'est un point d'arrêt non géré (PANG) à accès libre. Elle est équipée d'un automate pour l'achat de titres de transport, de deux quais avec abris et de panneaux lumineux.
Un passage sous les voies permet l'accès aux quais.

### Desserte
Rixheim est une halte voyageurs SNCF du réseau TER Grand Est desservie par des trains express régionaux de la relation : Mulhouse Ville - Bâle SNCF.

### Intermodalité
Un parc pour les vélos et un parking pour les véhicules y sont aménagés.

### Patrimoine ferroviaire
L'ancien bâtiment voyageurs de la gare est toujours présent à proximité de l'entrée de la halte SNCF.